# Central Coast Mariners Football Club (femenino)
El Central Coast Mariners Football Club es un club de fútbol femenino australiano que juega en la A-League, máxima categoría del fútbol femenino en Australia.
En el año 2010, el club femenino no participó en la A-League Women por "falta de financiación", años más tardes en la temporada 2023-24 volvieron a disputar la liga y en la temporada siguiente (2024-25) quedaron en la 4.° Posición en la Liga regular, avanzaron  en las eliminatorias hasta llegar a la Gran Final para enfrentarse a Melbourne Victory Femenino empatando 1 a 1 en los 90 Minutos, hasta llegar a la tanda de penales y vencer por 5 - 4 y así lograr ganar su primer título de liga.

## Temporadas
| Temporada | Posición | Eliminatorias |
| --------- | -------- | ------------- |
| 2008-09   | 6.º      | -             |
| 2009      | 2.º      | Semifinales   |
| 2023-24   | 5.°      | Semifinales   |
| 2024-25   | 4.°      | Campeón       |

## Récords
- Mejor victoria:
  - 6-0 vs Adelaide United, 6 de diciembre de 2008
  - 6-0 vs Adelaide United, 14 de noviembre de 2009

- Goleadora:
  -  Michelle Heyman (11)

- Más partidos:
  -  Rachael Doyle (21)
  -  Renee Rollason (21)